# Crenella skomma
Crenella skomma is een tweekleppigensoort uit de familie van de Mytilidae. De wetenschappelijke naam van de soort is voor het eerst geldig gepubliceerd in 1944 door McLean & Schwengel.